# Ad-hoc-Gesetzgebung
Mit dem Begriff Ad-hoc-Gesetzgebung (von lat. ad hoc = zu diesem Zweck, aus dem Augenblick heraus [entstanden]; auch Gelegenheitsgesetzgebung, in Österreich Anlassgesetzgebung) bezeichnet man eine anlassbezogene Rechtssetzung zur kurzfristigen Schließung einer (vermeintlichen) Gesetzeslücke. Das Deutsche Wörterbuch verstand darunter bereits im 19. Jahrhundert ein „gesetz das mehr beiläufig einer bestimmten gelegenheit zu gefallen gegeben wird.“ Rechtshistorisch steht die kasuistische Ad-hoc-Gesetzgebung im Gegensatz zu einer planvollen, systematischen Kodifikation.
Ad-hoc-Gesetze kommen zwar in einem regulären Gesetzgebungsverfahren zustande, stellen aber bestimmte Rechtsförmlichkeiten, die Gesetzesfolgenabschätzung und damit die Kohärenz der Rechtsordnung insgesamt hintan. Sie werden anlässlich eines Einzelfalls oder einer Serie ähnlicher Fälle, die die Ausformung des Gesetzes entscheidend prägen, erlassen, beanspruchen aber anders als ein Einzelfallgesetz Geltung für eine unbestimmte Vielzahl zukünftiger Fälle. Ihre Geltungsdauer ist anders als bei sog. Zeitgesetzen gem. § 2 Abs. 4 StGB unbefristet.
Ad-hoc-Gesetzgebung wird als überstürzte und damit meist unsystematische gesetzgeberische Reaktion unter dem Einfluss einer durch ein auslösendes Ereignis hervorgerufenen öffentlichen Diskussion und massiver Medienberichterstattung zu einem bestimmten Thema kritisiert.
Beispiele einer solchen Gesetzgebung sind die Reaktion auf die Kölner Silvesternacht oder das Finanzmarktrecht.